# Hamburger Kunsthalle
De Hamburger Kunsthalle is een museum annex Kunsthalle, gelegen aan de Glockengießerwall tussen het Hauptbahnhof en de Alster in de Altstadt van de Duitse stad Hamburg.

## Gebouwen
De Kunsthalle bestaat uit drie delen (totaal meer dan 13.000 m²):
- twee met elkaar verbonden gebouwen:
  - Kunstmuseum, tussen 1863 en 1869 gebouwd in baksteen in opdracht van de, in 1817 opgerichte, Kunstverein naar een ontwerp van de architecten Georg Theodor Schirrmacher en Hermann von der Hude.
  - Kunsthalle, een uitbreiding van 1912-1921 gebouwd in muschelkalksteen met de karakteristieke koepel naar een ontwerp van Fritz Schumacher.

Het totale tentoonstellingsoppervlak is meer dan 6000 m².
Ten slotte is er de naastgelegen nieuwbouw met een tentoonstellingsoppervlak van 5600 m², de
- Galerie der Gegenwart uit 1995, een in lichte zandsteen uitgevoerd, blokvormig gebouw naar een ontwerp van Oswald Mathias Ungers. Bestemd als tentoonstellingsruimte voor moderne kunststromingen, van popart tot hedendaagse kunst.

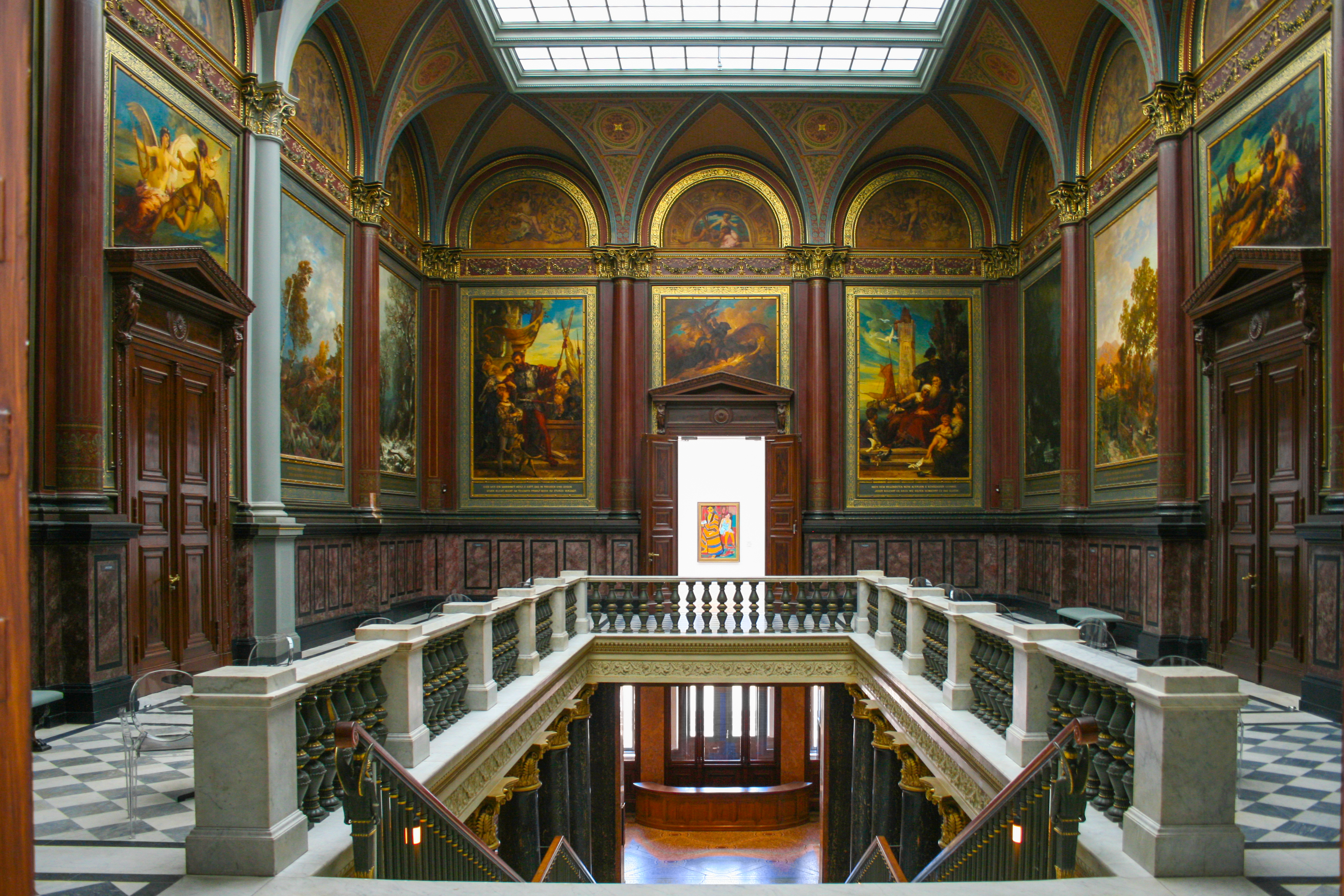
Oude trap in de Hamburger Kunsthalle
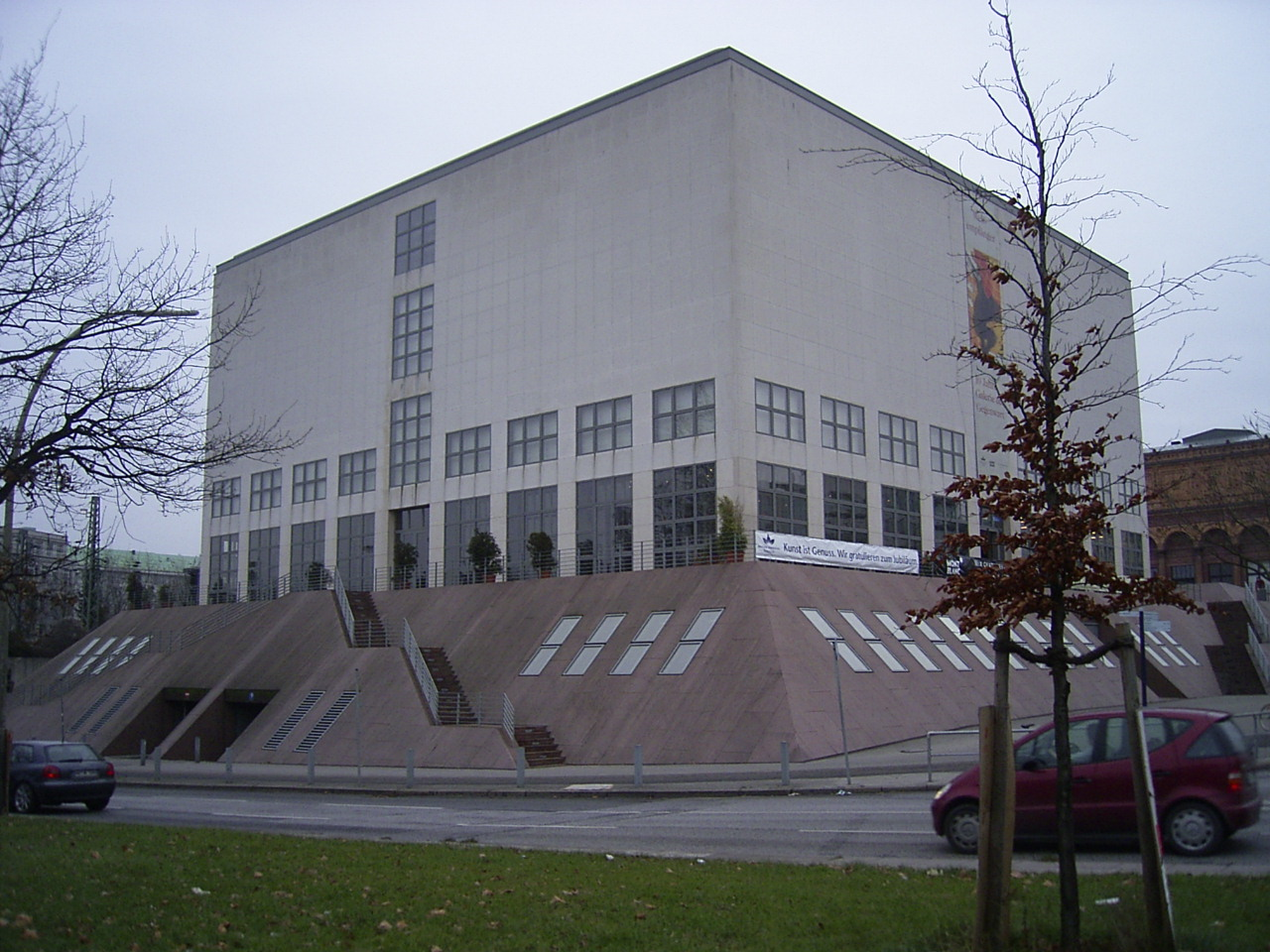
Galerie der Gegenwart
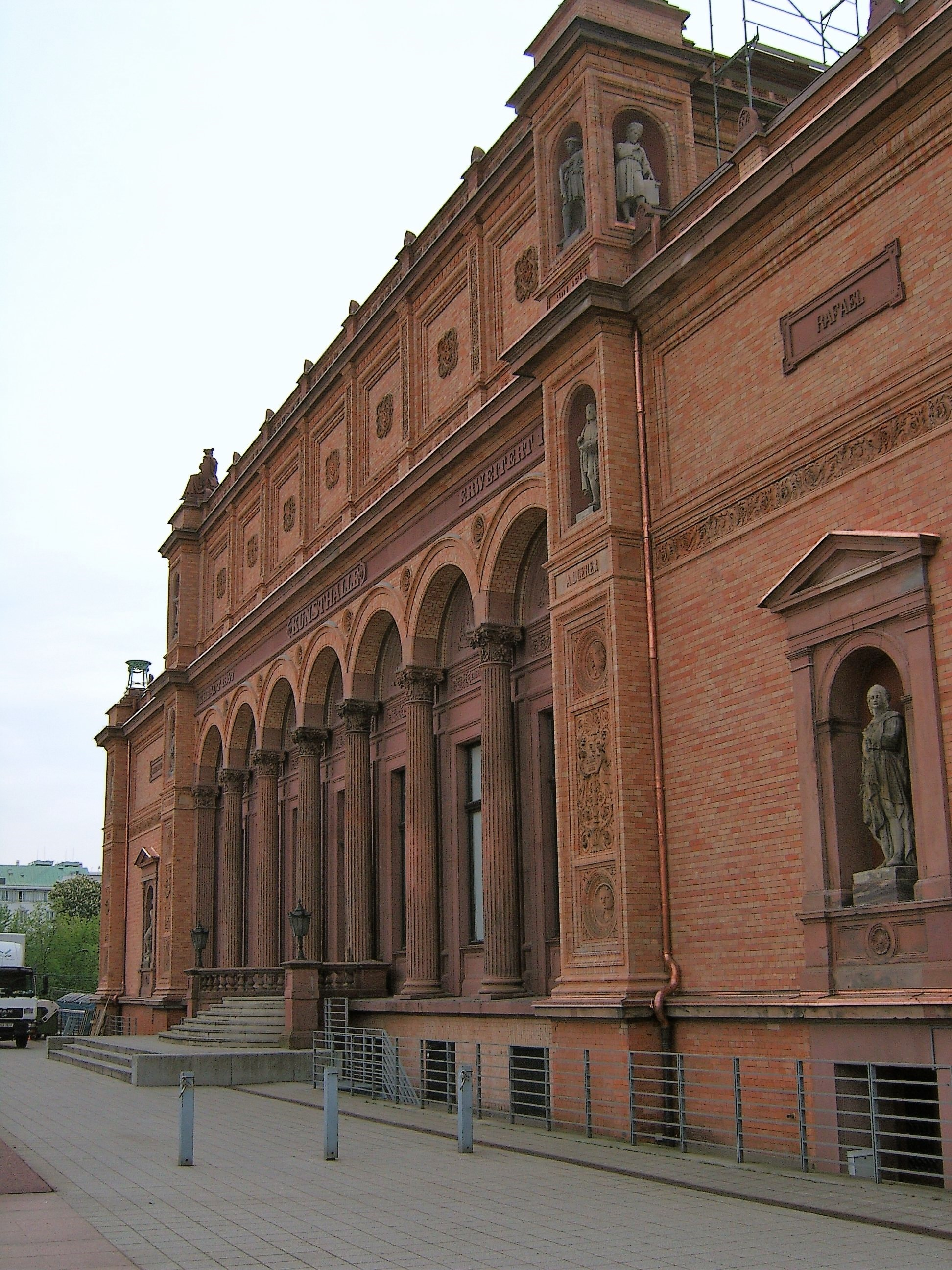
Kunstmuseum
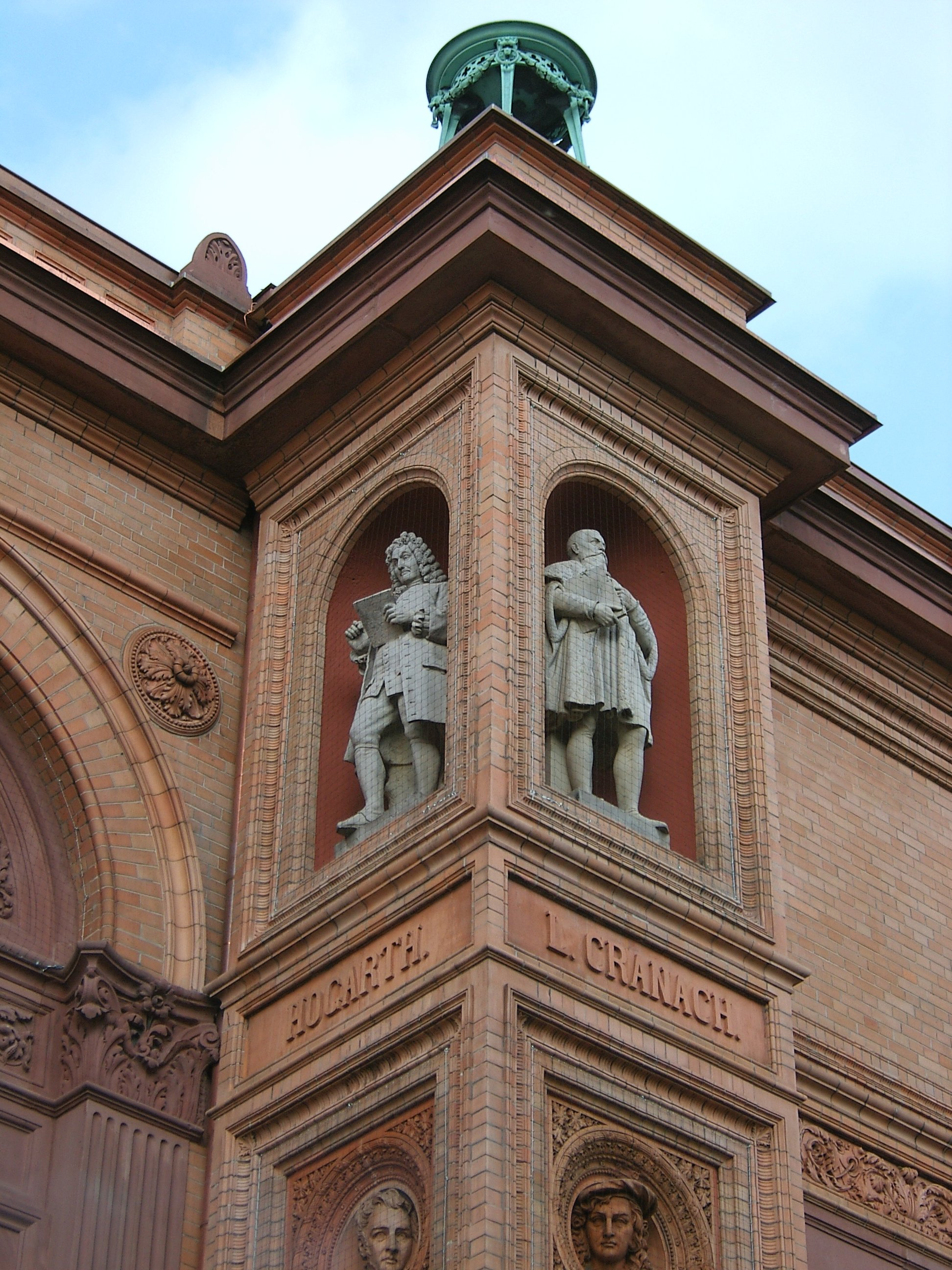
Kunstmuseum (detail)
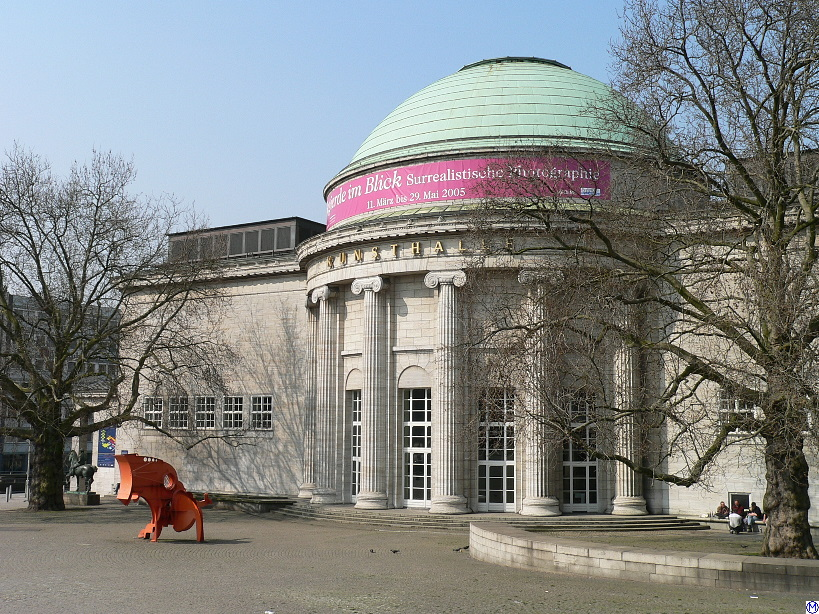
Kunsthalle met koepel

## Collectie
Traditioneel ligt het zwaartepunt bij kunst uit de negentiende eeuw, met onder anderen Max Liebermann, Lovis Corinth, Anders Zorn, Édouard Vuillard en Pierre Bonnard, voorts Theodor Hagen, Philipp Otto Runge en vooral Caspar David Friedrich.
Het museum beschikt eveneens over afdelingen:
- oude meesters: Hans Holbein de Oude, Jan Massijs, Pieter Jansz. Saenredam, Gerard Houckgeest, Rembrandt van Rijn, Jacob van Ruisdael, Peter Paul Rubens, Jan van Mieris, Georg Hinz en Balthasar Benner
- klassiek moderne kunst: (Max Beckmann, Oskar Kokoschka, Willi Baumeister, Oskar Schlemmer, Ernst Ludwig Kirchner, Emil Nolde, Franz Marc, Edvard Munch, Wassily Kandinsky, Paul Klee, Pablo Picasso, Georges Rouault, André Derain en Robert Delaunay.
- Kupferstichkabinett (het prentenkabinet), met 100.000 bladen.

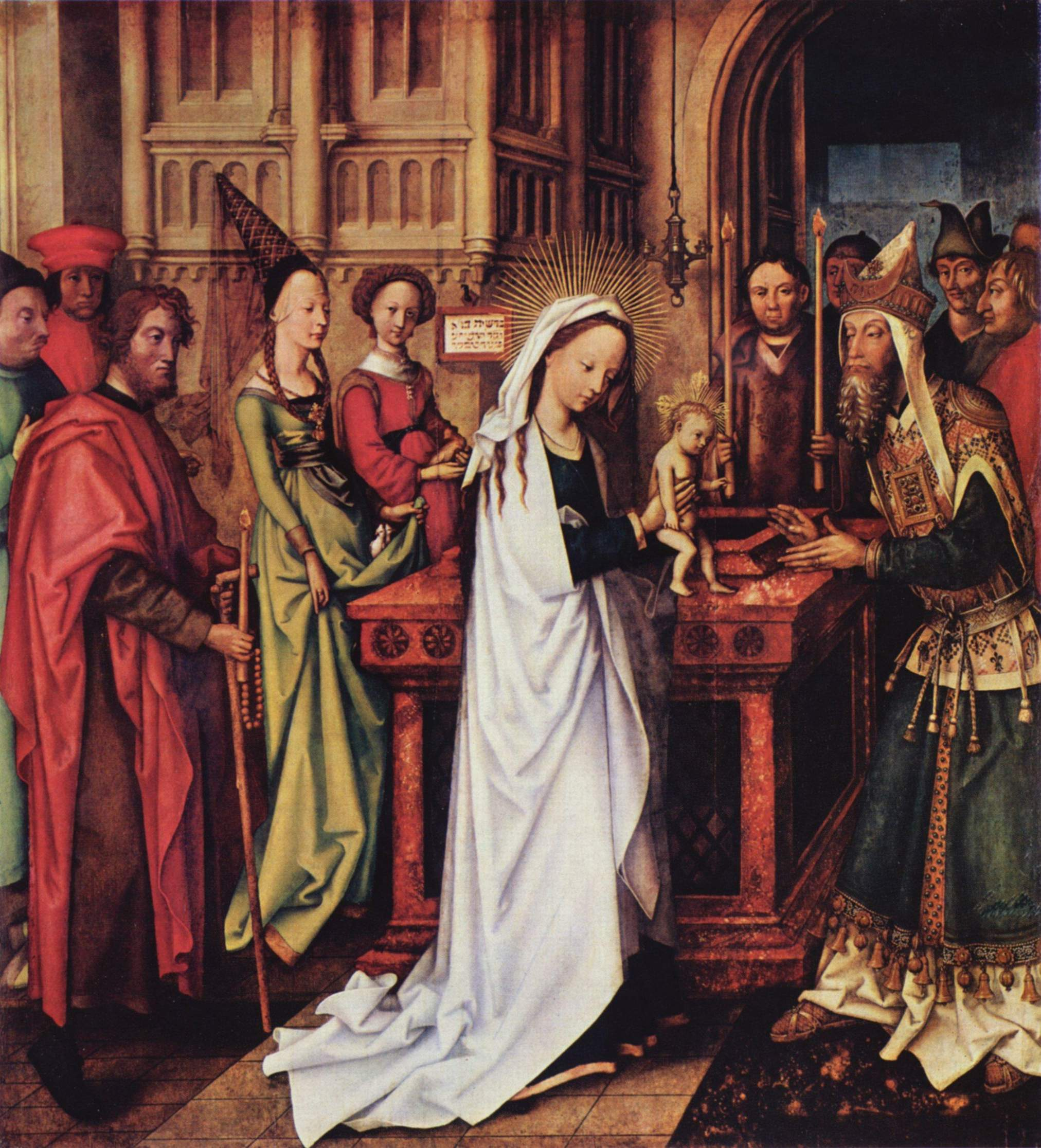
Hans Holbein de Oude: Christuskaben im Tempel (1500-1501)
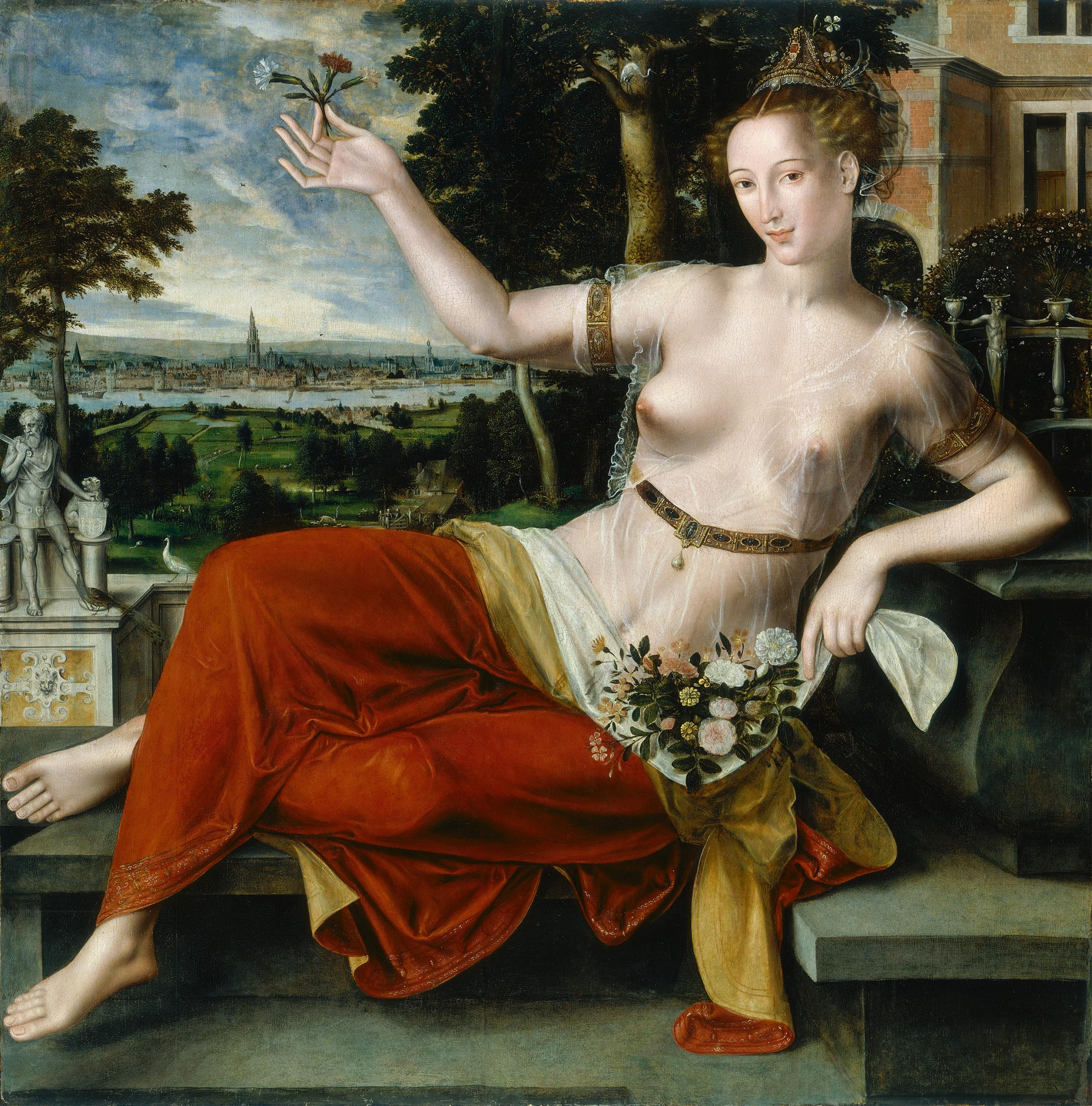
Jan Massijs: Flora (1559)
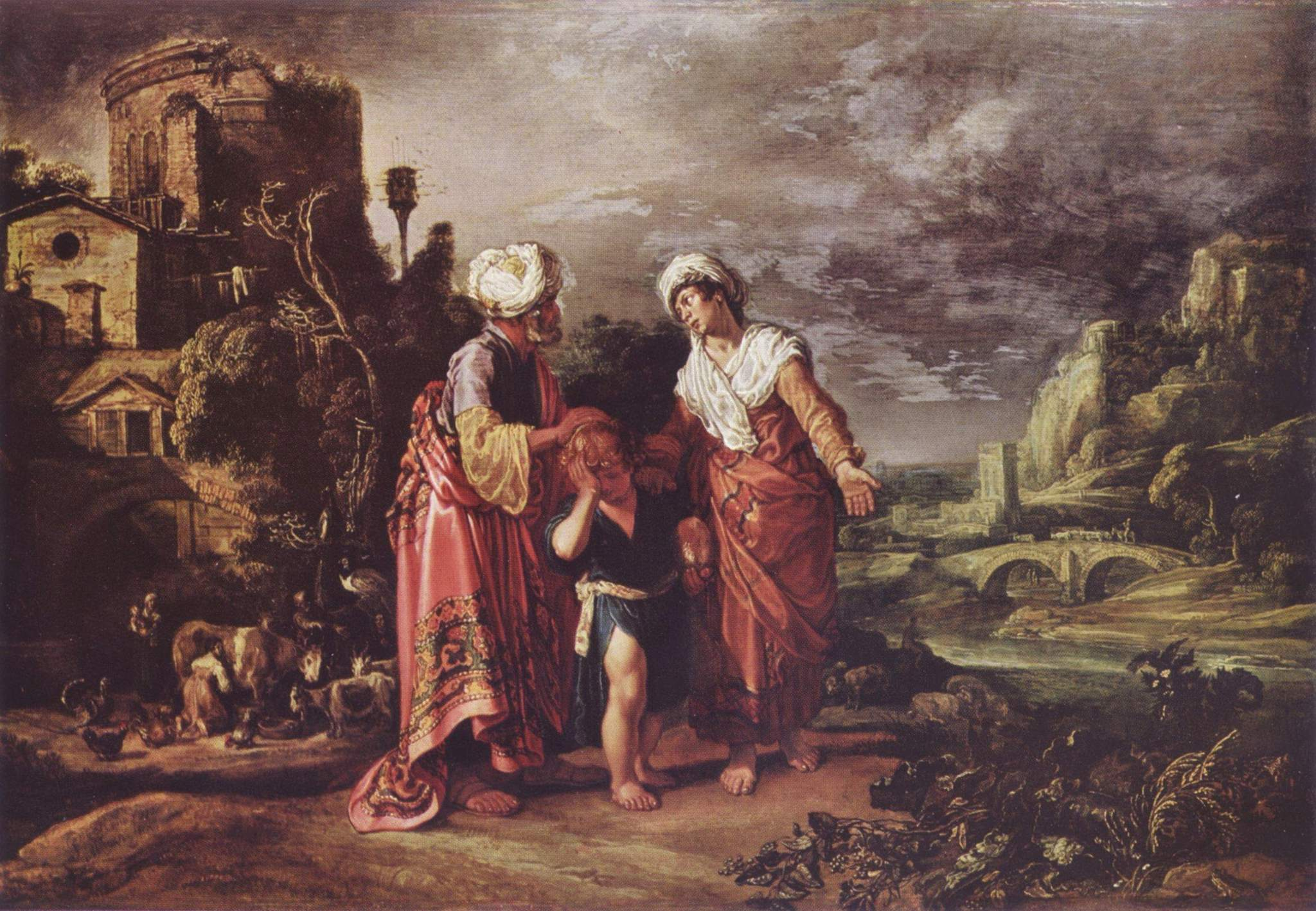
Pieter Lastman: De wegzending van Hagar en Ismaël (1612)
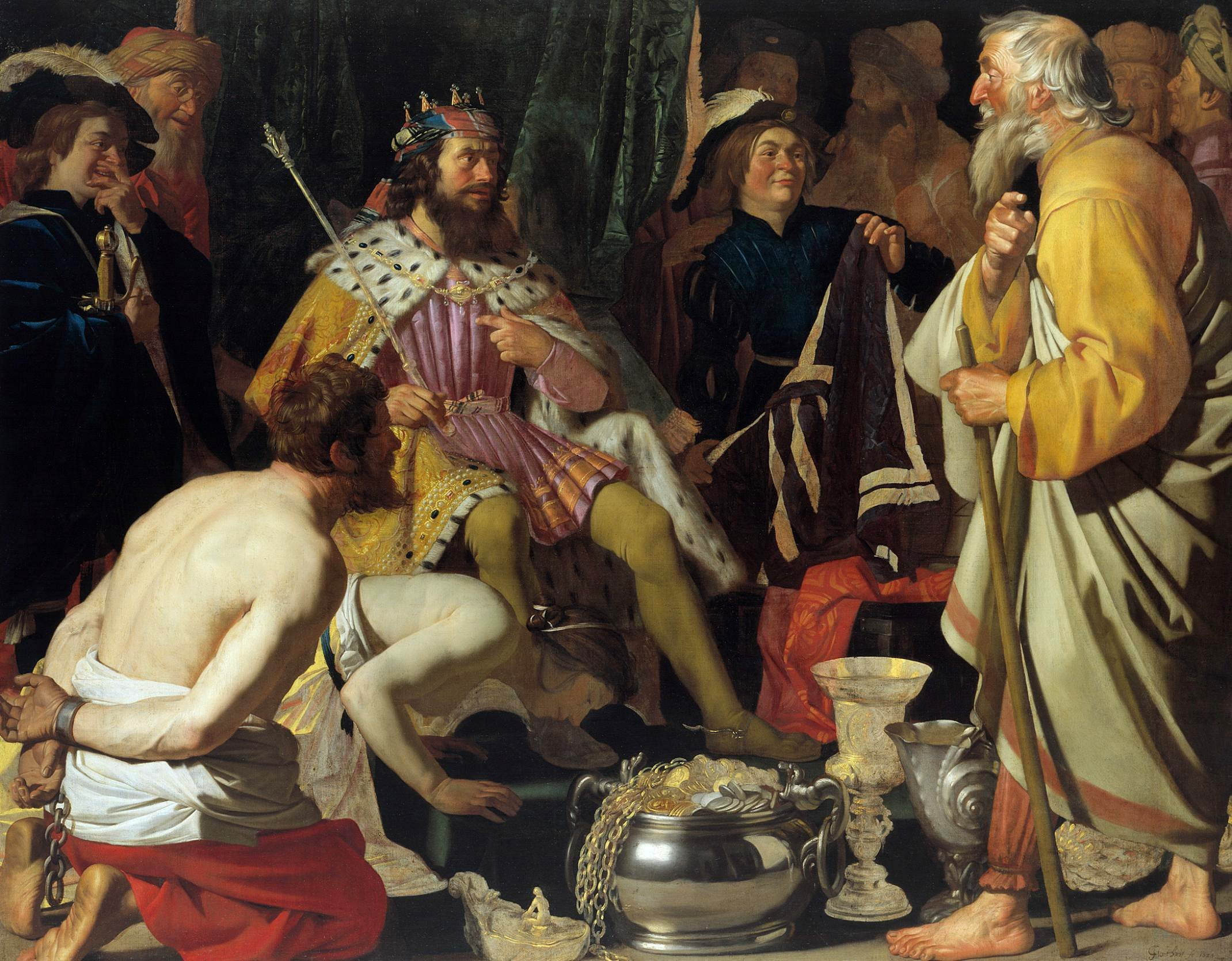
Gerard van Honthorst: Solon voor Croesus (1624)
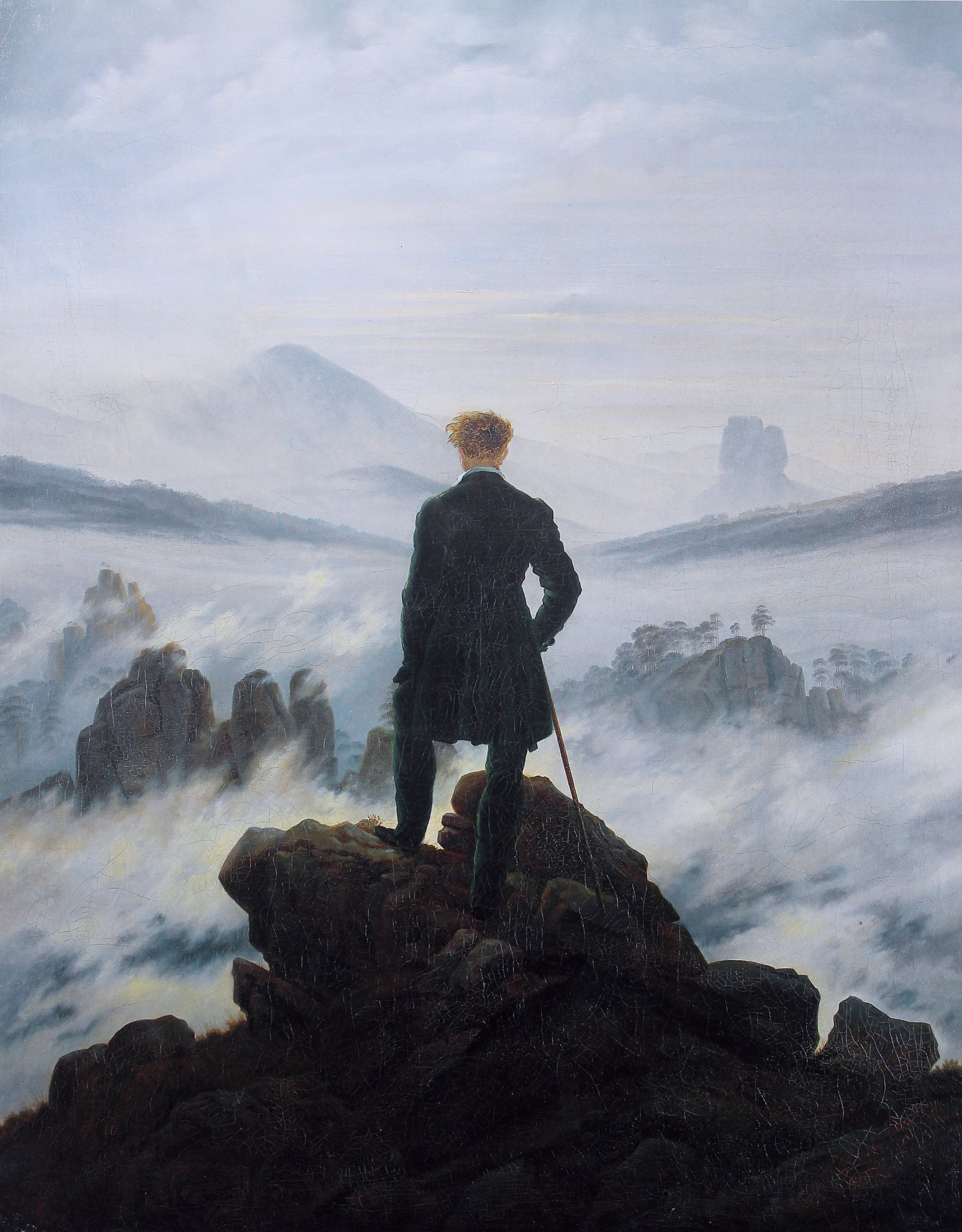
Caspar David Friedrich: Der Wanderer über dem Nebelmeer (1818)
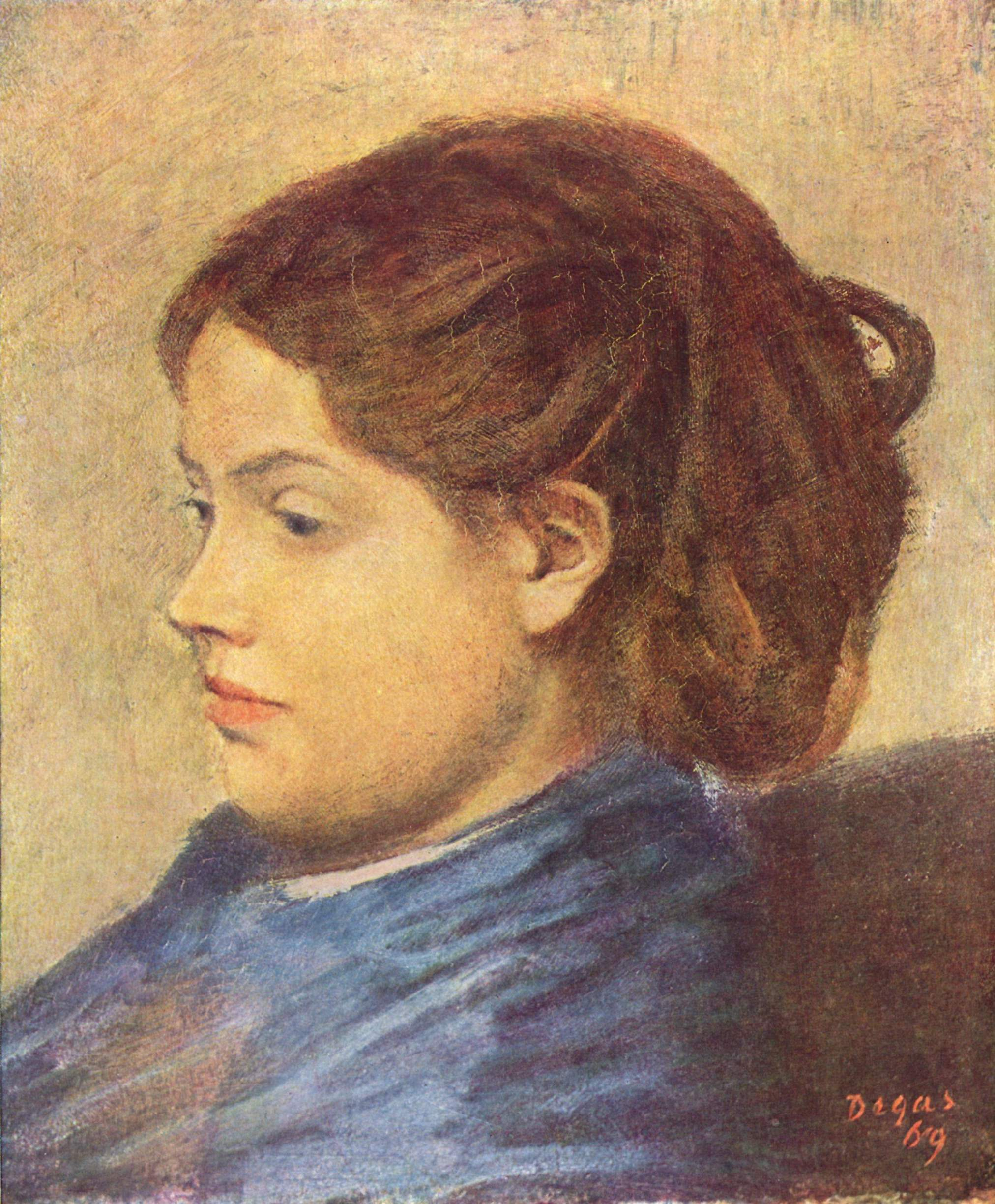
Edgar Degas: Mademoiselle Dobigny (1869)
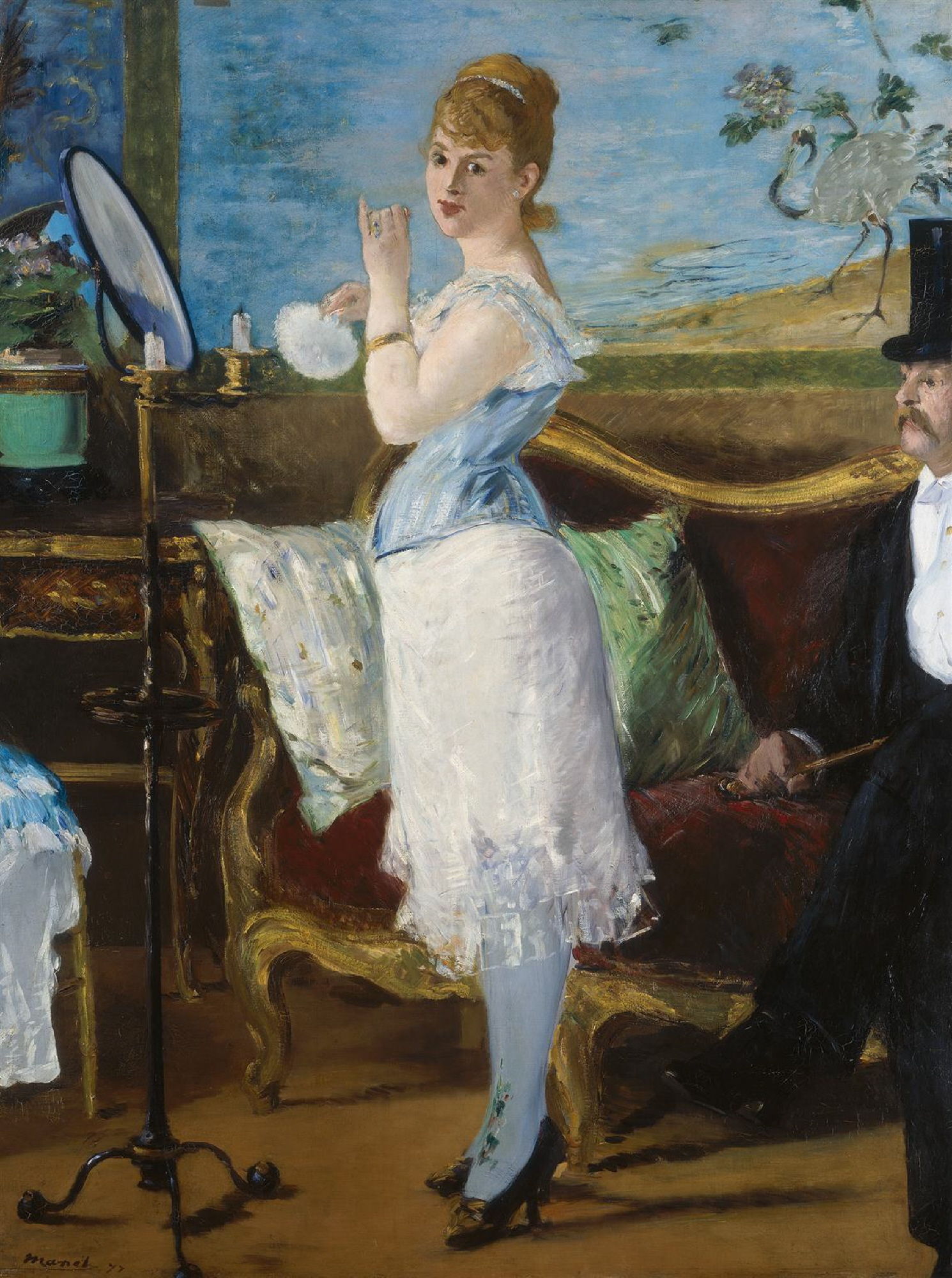
Édouard Manet: Nana (1877)
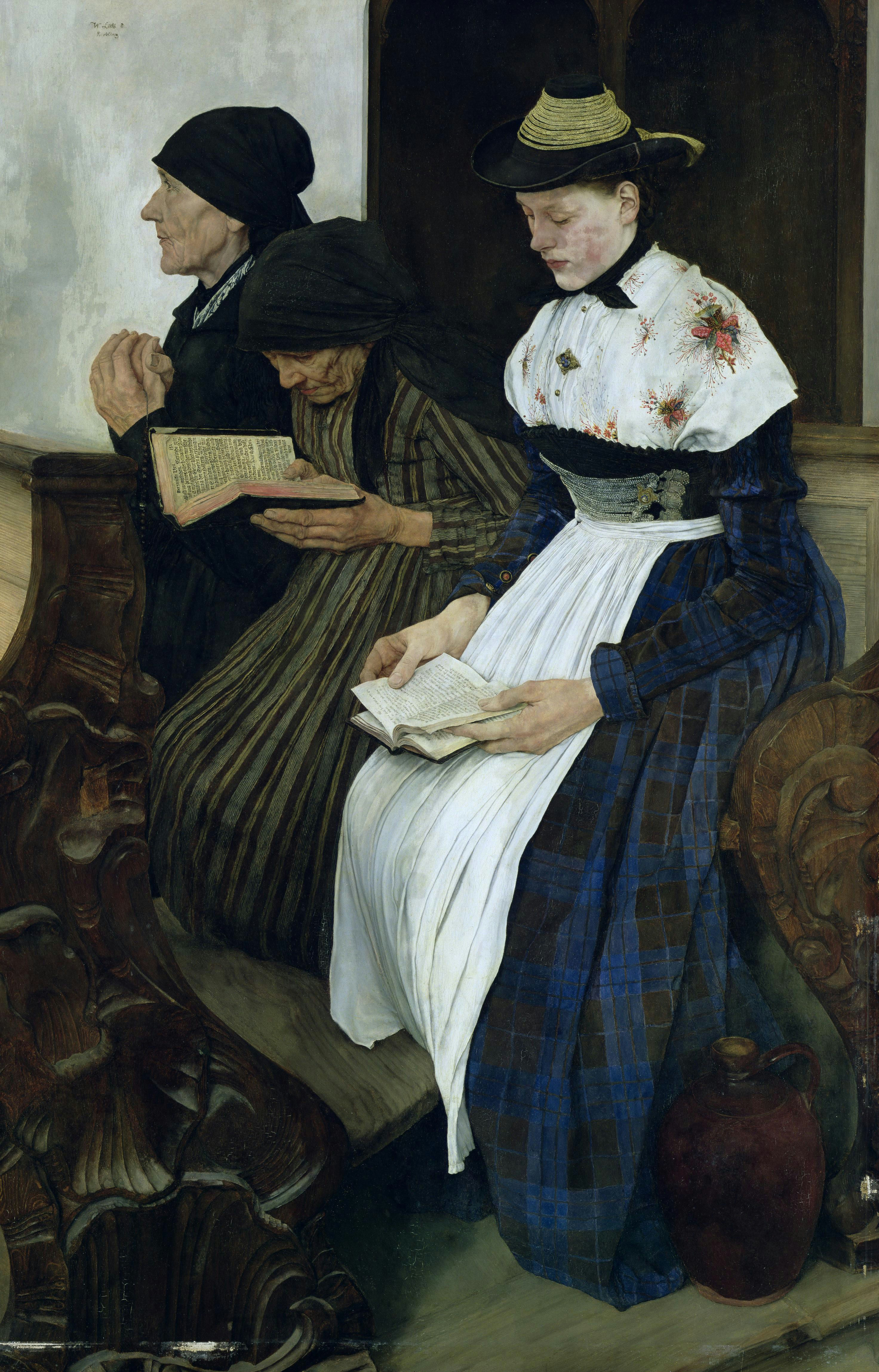
Wilhelm Leibl: Drie vrouwen in de kerk (1882)
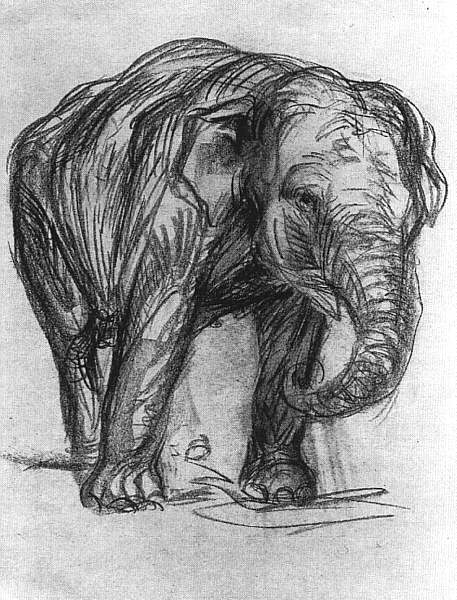
Franz Marc: Elephant (1907)